# Lomographa pomina
Lomographa pomina là một loài bướm đêm trong họ Geometridae.